# Wehrhahn Verlag
Der Wehrhahn Verlag ist ein akademischer Verlag mit Sitz in Hannover. Er wurde 1996 von Matthias Wehrhahn gegründet. Seit 2001 erscheinen hauptsächlich kultur- und geisteswissenschaftliche Bücher.

## Verlagsprogramm
Von Beginn an wurden kaum bekannte Texte des 17. bis 19. Jahrhunderts publiziert, die so teilweise erstmals seit langer Zeit überhaupt wieder im Buchhandel erhältlich sind. In diversen Buchreihen erscheinen wissenschaftliche Arbeiten aus den Bereichen Kultur- und Literaturwissenschaft, Anglistik und Romanistik, Sozial- und Politikwissenschaft, Theater- und Musikwissenschaft sowie Kulturgeschichte und Wissenschaftsgeschichte und Philosophie. In jedem Jahr erscheinen zwei bis drei literarische und essayistische Bücher. Im Jahr 2007 konnte mit Friedhelm Kändler ein namhafter Autor literarischer Titel gewonnen werden. Seit 2009 werden außerdem Radierungen des Künstlers Stephan Klenner-Otto herausgegeben. Diese sogenannten „Köpfe“ zeigen Porträts berühmter Dichter.
Der Wehrhahn Verlag arbeitet international mit Autoren, Wissenschaftlern, Institutionen und Universitäten zusammen, darunter aus Bulgarien, Frankreich, Großbritannien, Irland, Italien, Kanada, Norwegen, Österreich, Polen, Schweiz und den USA. Die Publikationssprachen sind Deutsch, Englisch und Französisch.

## Kooperationspartner und Institutionen
Viele wissenschaftliche Bücher und Buchreihen des Wehrhahn Verlags entstehen in Zusammenarbeit mit namhaften Institutionen und Gesellschaften, darunter:
- Berlin-Brandenburgische Akademie der Wissenschaften, Berlin
- Forschungszentrum Europäische Aufklärung, Potsdam
- Humanistische Fakultät der Universität Tromsø, Norwegen
- Stadtarchiv Hannover
- Annette von Droste-Gesellschaft
- Mendelssohn-Gesellschaft
- Georges-Simenon-Gesellschaft
- Wezel-Gesellschaft

Der Verlag ist Mitglied im Börsenverein des Deutschen Buchhandels.

## Auszeichnungen
- 2006: Niedersächsischer Verlagspreis. Dieser Preis wird alle zwei Jahre vom Niedersächsischen Ministerium für Wissenschaft und Kultur vergeben.
- 2009: Förderpreis zum Kurt-Wolff-Preis für „[...] die Konsequenz [...], mit der er seit gut einem Jahrzehnt die deutsche Aufklärung in ihrem europäischen Kontext zur Darstellung bringt und zugleich Brücken von der Kulturgeschichte des 18. und 19. Jahrhunderts zur aktuellen Essayistik schlägt“, so die Begründung der Jury.[1]
- 2021: Deutscher Verlagspreis[2]